# Pinacoteca de Sanssouci

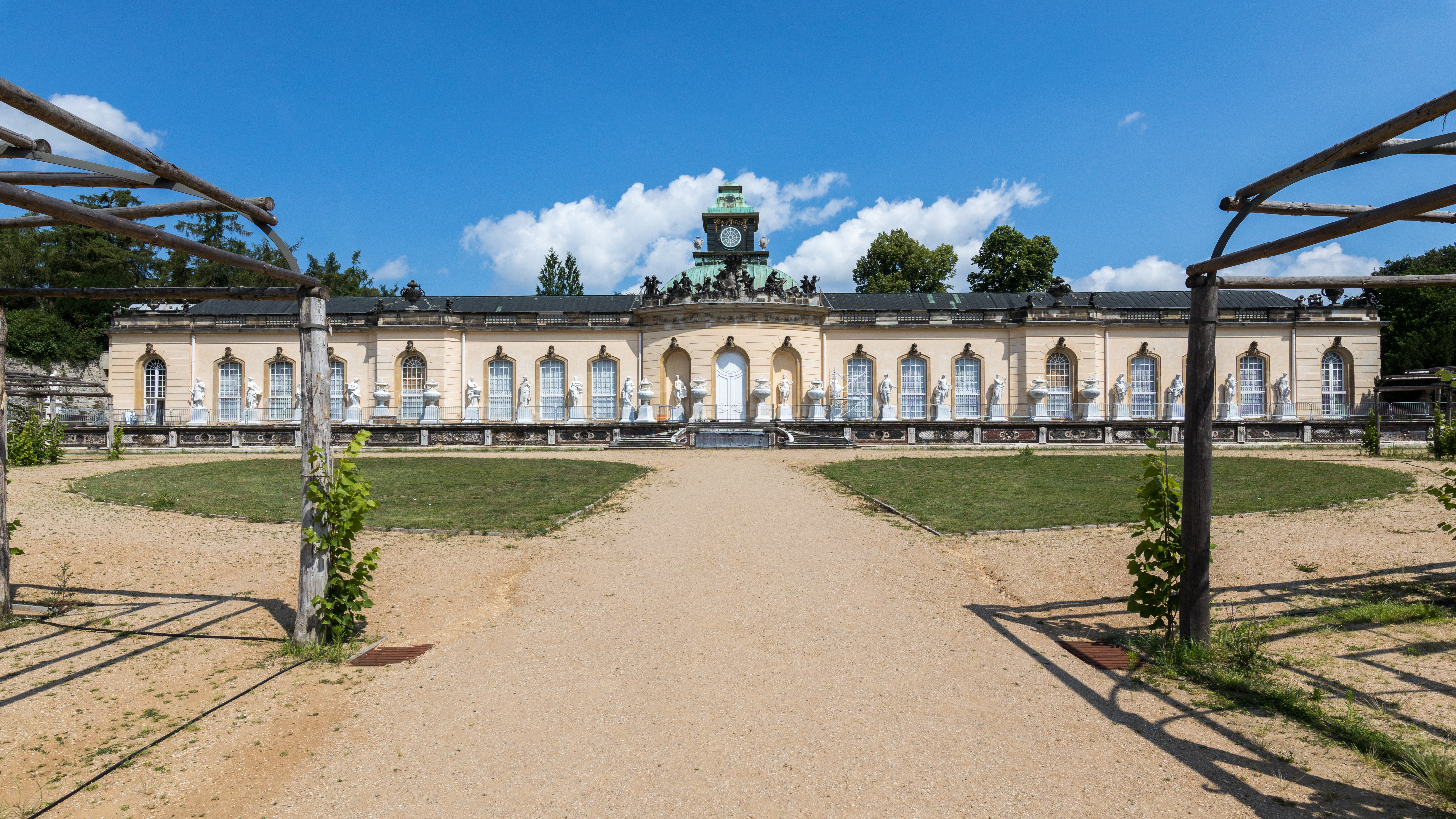
Lado sur de la pinacoteca

La Pinacoteca (en alemán: Bildergalerie) del parque Sanssouci de Potsdam fue construida en 1755-64 durante el reinado de Federico II de Prusia bajo la supervisión de Johann Gottfried Büring. La Pinacoteca está situada al este del palacio y es el museo más antiguo que se conserva construido para un gobernante en Alemania.

## Historia

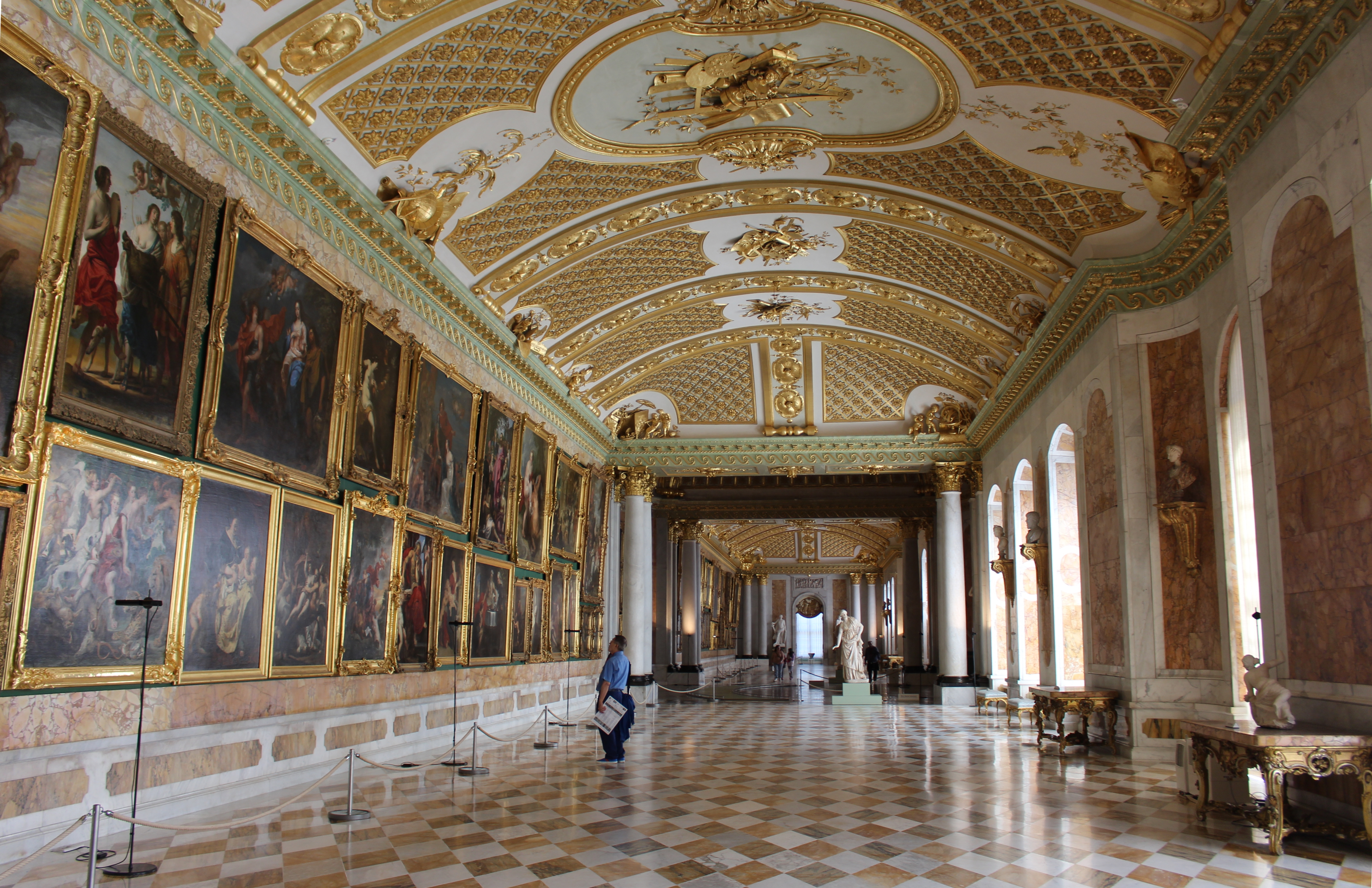
Interior de la pinacoteca, mirando hacia el este desde la entrada.

Federico II fue un apasionado coleccionista de pinturas. En su juventud, prefirió el arte francés contemporáneo del rococó, y las paredes de sus habitaciones en Sanssouci estaban adornadas con pinturas de su artista favorito Antoine Watteau . Después de su acceso al trono en 1740, el rey se interesó cada vez más por las pinturas de historia, que eran muy apreciadas en su época. En especial, coleccionó obras del arte renacentista, manierista y barrocas, en su mayoría de artistas italianos y flamencos. Debido a la apertura del Altes Museum de Berlín en 1829, se trasladaron allí unas cincuenta pinturas. Entre estas estaban la Leda de Correggio, tres pinturas de Rembrandt, algunas de Rubens, Anthony van Dyck y Antoine Watteau. Además, todas las estatuas de mármol fueron trasladadas.
En 1929-30, la pinacoteca volvió a funcionar, y 120 de las 159 obras señaladas en el catálogo como adquiridas por Federico regresaron de Berlín.
Durante la Segunda Guerra Mundial, todas las pinturas fueron trasladadas al Palacio de Rheinsberg en Rheinsberg.Sólo diez cuadros volvieron de allí en 1946, y la mayoría de los cuadros parecían perdidos.
Sin embargo, en 1958 se devolvió una gran colección de pinturas confiscadas por la Unión Soviética. Sin embargo, algunas de las imágenes todavía están en colecciones rusas.

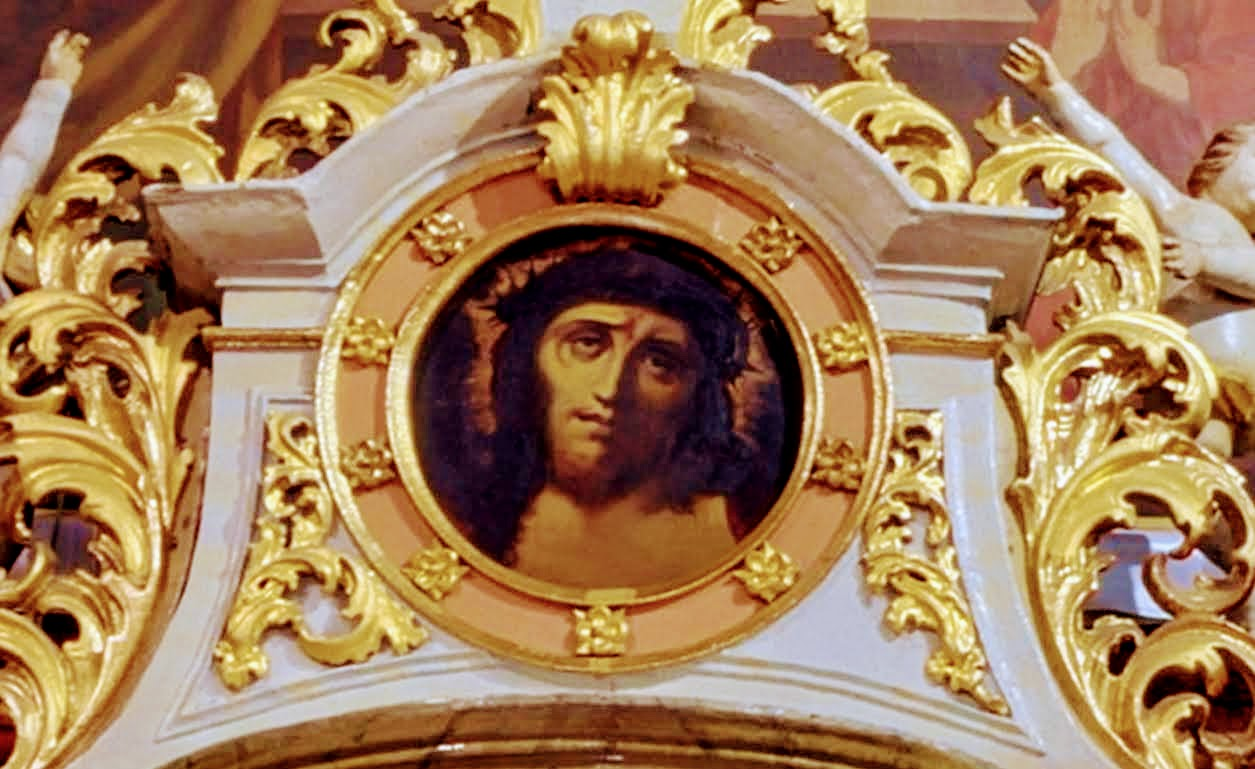
Cristo de Alfred Lange de 1899 en la iglesia de Santa María, Szprotawa como única copia del cuadro perdido de Rafael Santi de la galería Sanssouci después de la Segunda Guerra Mundial

## Arquitectura exterior
La Pinacoteca se construyó en el lugar de un antiguo invernadero, que Federico el Grande había utilizado para cultivar frutas tropicales. Büring lo sustituyó por un largo edificio de una sola planta pintado de amarillo, cuya parte central está resaltada por una cúpula. En el lado del jardín, hay esculturas de mármol entre las ventanas que llegan hasta el suelo. La mayoría de las esculturas fueron realizadas por Johann Gottlieb Heymüller y Johann Peter Benckert, y representan figuras alegóricas de las artes y las ciencias. Las cabezas de las claves muestran retratos de artistas.

## La galería
El vestíbulo de la galería está magníficamente diseñado con ornamentos ricamente dorados en el techo ligeramente curvado. El suelo está dispuesto en colores a juego con un patrón rómbico de mármol italiano blanco y amarillo. En las paredes verdes, los cuadros enmarcados están dispuestos densamente por encima y al lado de los otros en un estilo barroco.

Algunas de las obras expuestas son La incredulidad de Santo Tomás de Caravaggio, Pentecostés de Anthony van Dyck, y Los cuatro evangelistas y san Jerónimo del taller de Peter Paul Rubens. Junto a la larga sala de la galería se encuentra el gabinete, de similar riqueza, donde se exponen los cuadros de menor formato.

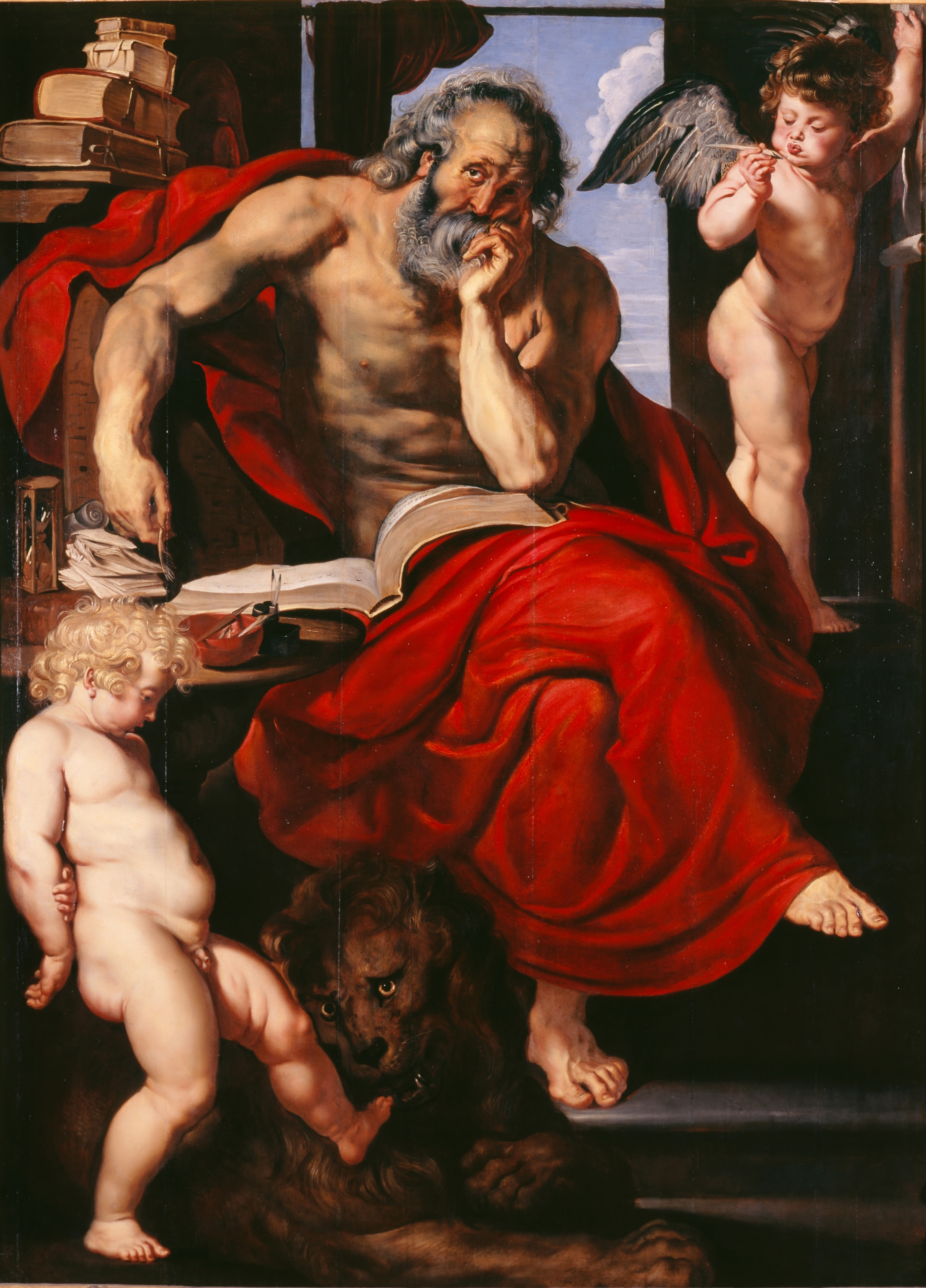
Peter Paul Rubens - San Jerónimo
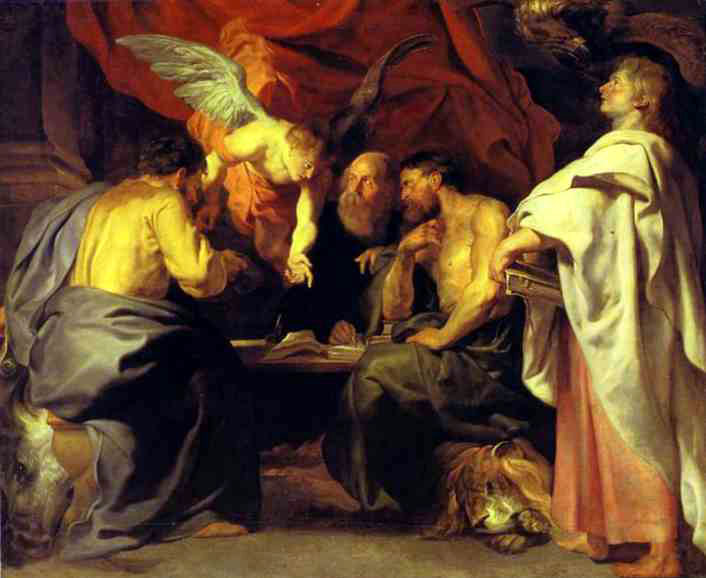
Peter Paul Rubens - Cuatro evangelistas
Caravaggio - La incredulidad de Santo Tomás